# Laquintasaura
Laquintasaura — рід примітивних птахотазових динозаврів, що існував у ранній юрі близько 200 млн років тому. Рештки знайдені у Венесуелі у формації Ла-Квінта. Описаний тільки один вид, Laquintasaura venezuelae.
Двоногі рослиноїдні динозаври, близько 1 метр завдовжки.

## Відкриття
У ході розкопок у геологічній формації Ла-Квінта в Андах був виявлений двоногий динозавр розміром з невелику собаку. Він сягав близько метра завдовжки й 25 см заввишки У міжнародну групу вчених входили доктор і палеонтолог Музею природної історії у Лондоні Пол Барретт, професор Марсело Санчес-Вільягра і доктор Торстен Шеєр з Університету Цюріха (Швейцарія), доктор Річард Батлер з Бірмінгемського університету у Великій Британії, доктор Роланд Мунділ з Геохронологічного центру Берклі і доктор Рендалл Ірміс з Музею природної історії штату Юта США.

## Опис
L. venezuelae, як вважають, жив в зграях, так як поряд з голотипом були виявлені ще чотири динозаври того ж виду, і, будучи в основному травоїдним, він харчувався папоротями, хоча і не гребував великими комахами та іншими дрібними тваринами. Причина їх загибелі разом в одному місці невідома. Провідний автор дослідження, палеонтолог Музею природної історії доктор Пол Барретт сказав, що «зуби нового динозавра є найдивовижнішою його анатомічною рисою — довгі, трохи зігнуті та з особливими прожилками на поверхні. Для нас було великою несподіванкою, що ці динозаври жили стадами. Як і раніше ми маємо дуже невеликою кількістю доказів на користь соціальної активності динозаврів, але ті, що є, цілком переконливі».
Вік скам'янілостей «L. venezuelae», за оцінками, становив 200 млн років (геттангський ярус нижньої юри. У зв'язку з цим, вчені відзначили важливість цього відкриття, так як він став рідкісним представником птахотазових, що відділилися від ящеротазових практично відразу після появи динозаврів (230 млн років тому). Однак про перших тридцять мільйонів років історії птахотазових до кінця юрського періоду мало що відомо. Виявлення L. venezuelae біля екватора, що проходив тоді по території Венесуели, спростовує гіпотезу про те, що такі динозаври не могли жити у спекотному тропічному кліматі.
Барретт зазначив, що завжди «цікаво відкрити для себе новий вид динозаврів, але особливо дивний L. venezuelae, тому що є всього три скам'янілості динозаврів, які передували йому. Він не тільки розширить ареал проживання ранніх динозаврів, його вік робить його важливим для розуміння їх раннього розвитку і поведінки. L. venezuelae жив після основного вимирання в кінці тріасового періоду, 201 млн років тому, показавши, таким чином, швидке повернення динозаврів в норму після цієї події». Співавтор дослідження, професор Марсело Санчес-Вільягра додав, що «рання історія птахотазових динозаврів ще дуже неоднорідна, так як було знайдено мало з них. Цей ранній вид відіграє ключову роль у нашому розумінні еволюції, не тільки цієї групи, але динозаврів в цілому».